# The Scarlet Tide
"The Scarlet Tide" é uma canção de 2003 composta por T-Bone Burnett e Elvis Costello e interpretada por Alison Krauss para o filme Cold Mountain, pelo qual foi indicada ao Oscar, Grammy e Globo de Ouro de melhor canção original. Em 2004, uma nova versão foi produzida por Costello e Emmylou Harris para o álbum The Delivery Man; em 2008, Joan Baez incluiu a canção em Day After Tomorrow.